# Pete Kleinow
Pete Kleinow „Sneaky“ (ur. 20 sierpnia 1934 w South Bend w Indianie, zm. 6 stycznia 2007) – amerykański gitarzysta rockowy i country, oraz specjalista od filmowych efektów specjalnych. Był współtwórcą emitowanego przez telewizję NBC, programu "The Gumby Show".
W 1968 r. założył, wraz z Gramem Personsem i Chrisem Chilmanem, zespół The Flying Burrito Brothers, reprezentujący połączenie country z rockiem. Po rozpadzie zespołu w 1970 r. występował wspólnie z Johnem Lennonem, Fleetwood Mac i Joni Mitchell.
Od 1981 r., zaangażowany był w tworzenie efektów specjalnych do filmów, między innymi Terminatora z Arnoldem Schwarzeneggerem.
Do muzyki powrócił w 2000 r., zakładając zespół Burrito Deluxe. Po raz ostatni pojawił się na scenie w październiku 2005 r. na festiwalu w Georgii.
Zmarł na skutek komplikacji związanych z chorobą Alzheimera.

## Dyskografia
- 1979 - Meet Sneaky Pete
- 1994 - The Legend & The Legacy